# ديفيد ونايت
ديفيد ونايت (بالإنجليزية: David Knight)‏ (21 أغسطس 1956 بملبورن في أستراليا - ) هو لاعب كريكت أسترالي. لعب مع فريق فكتوريا للكريكت.

## وصلات خارجية
- ديفيد ونايت على موقع إي آس بي آن كريك إنفو (الإنجليزية)